# Versailles (Ohio)
Versailles é uma vila localizada no estado norte-americano de Ohio, no Condado de Darke.

## Demografia
Segundo o censo norte-americano de 2000, a sua população era de 2589 habitantes.
Em 2006, foi estimada uma população de 2544, um decréscimo de 45 (-1.7%).

## Geografia
De acordo com o United States Census Bureau tem uma área de
4,5 km², dos quais 4,5 km² cobertos por terra e 0,0 km² cobertos por água. Versailles localiza-se a aproximadamente 300 m acima do nível do mar.

## Localidades na vizinhança
O diagrama seguinte representa as localidades num raio de 16 km ao redor de Versailles.